# 교향곡 1번 (차이콥스키)
표트르 차이콥스키는 자신의 교향곡 1 번 G단조, Op. 13은 1866년 1월 13일 모스크바 음악원 교수직을 수락한 직후 작곡가의 초기 주목할만한 작품이다. 작곡가의 형제 모데스트는 이 작품이 차이코프스키의 다른 어떤 작품보다 더 많은 노동과 고통을 필요로 한다고 주장했다. 그럼에도 불구하고 그는 1883년 그의 후원자 Nadezhda von Meck 에게 "여러 면에서 매우 미성숙하지만 근본적으로 내 다른 어떤 작품보다 내용이 풍부하고 우수합니다."라고 썼다. 그는 교향곡을 니콜라이 루빈시테인에게 헌정했다.

## 형태
1. 겨울 여행의 꿈 Allegro tranquillo (G minor)
2. 황폐한 땅, 안개의 땅. Adagio cantabile ma non tanto (E-flat major)
3. 스케르초. Allegro scherzando giocoso (C minor)
4. 피날레 Andante lugubre - Allegro maestoso (G minor → G major)

## 편성
교향곡은 피콜로, 2개의 플루트, 2개의 오보에, 2개의 클라리넷 (A, B ♭ ), 2개의 바순, 4개의 호른 (E ♭, F), 2개의 트럼펫 (C, D), 3개의 트롬본 (4악장만), 튜바 (4악장만 해당), 팀파니, 심벌즈, 베이스 드럼 및 현악기의 편성이다.

## 참고 문헌
- Brown, David, Tchaikovsky: The Early Years, 1840–1874 (New York, W.W. Norton & Company, Inc., 1978)
- Holden, Anthony, Tchaikovsky: A Biography (New York: Random House, 1995)
- Keller, Hans, ed. Simpson, Robert, The Symphony, Volume One (Harmondsworth, 1966)
- Maes, Francis, tr. Arnold J Pomerans and Erica Pomerans, A History of Russian Music: From Kamarinskaya to Babi Yar (Berkeley, Los Angeles and London: University of California Press, 2002). ISBN 0-520-21815-9.
- Poznansky, Alexander, Tchaikovsky: The Quest for the Inner Man (New York, Schirmer Books, 1991)
- Strutte, Wilson, Tchaikovsky, His Life and Times (Speldhurst, Kent, United Kingdom: Midas Books, 1979)
- Warrack, John, Tchaikovsky (New York: Charles Scribner's Sons, 1973)
- Warrack, John, Tchaikovsky Symphonies and Concertos (Seattle: University of Washington Press, 1971, 1969)
- Weinstock, Herbert, Tchaikovsky (New York: Albert A. Knopf, 1944)
- Zhitomirsky, Daniel, ed. Shostakovich, Dmitri, Russian Symphony: Thoughts About Tchaikovsky (New York: Philosophical Library, 1947)